# Wspólnota Filipin
Wspólnota Filipin (hiszp. Mancomunidad de Filipinas, tagalski Komonwelt ng Pilipinas) – historyczne terytorium zorganizowane i wspólnota (commonwealth) Stanów Zjednoczonych, która istniała od 1935 do 1946 roku.
Wspólnota została utworzona na mocy Ustawy Tydings–McDuffie w celu zastąpienia Rządu Wysp Filipińskich i została zaprojektowana jako administracja przejściowa w przygotowaniu do uzyskania pełnej niepodległości przez Filipiny. Jej sprawy zagraniczne pozostały w gestii Stanów Zjednoczonych.
W ciągu ponad dekady istnienia Wspólnota posiadała silną władzę wykonawczą i Sąd Najwyższy. Jej parlament, zdominowany przez Partię Nacjonalistyczną, był początkowo jednoizbowy, a później dwuizbowy. W 1937 roku rząd wybrał język tagalski – język Manili i otaczających ją prowincji – jako podstawę języka narodowego, chociaż minęło wiele lat, zanim jego używanie stało się powszechne. Przyjęto prawo wyborcze dla kobiet, a gospodarka prężnie się rozwijała. Podczas II wojny światowej w latach 1942–1945 Wspólnota była okupowana przez Japonię.
W 1946 roku Wspólnota Narodów zakończyła działalność, a Filipiny uzyskały pełną niepodległość jako Republika Filipin, zgodnie z postanowieniami Artykułu XVIII Konstytucji Filipin z 1935 roku.